# Pabellón Antonio Díaz Miguel
El Pabellón Antonio Díaz Miguel es un complejo deportivo situado en la localidad de Alcázar de San Juan  (Ciudad Real) España. 
Cuenta con una superficie de casi 8500 metros cuadrados y consta de un pabellón polideportivo con capacidad para 2000 espectadores, un gimnasio, una sala multiusos y otra para la práctica de aerobic.
En el año 2007, debido a las fuertes inundaciones que sufrió la localidad, se tuvo que cambiar el parqué de la pista.
Es el escenario donde disputa sus encuentros como local el club de baloncesto Fundación Adepal Alcázar  de la liga LEB Oro, el Alcázar de San Juan F.S. (3 División) así como otros clubes de la localidad. También se disputan en sus instalaciones partidos de la liga local de fútbol sala, con equipos como Andher, Vulcanizados Tejado, Talleres Kia El Faro, Pescados Moreno y más equipos.